# Oberstes Berufungsgericht (Südafrika)

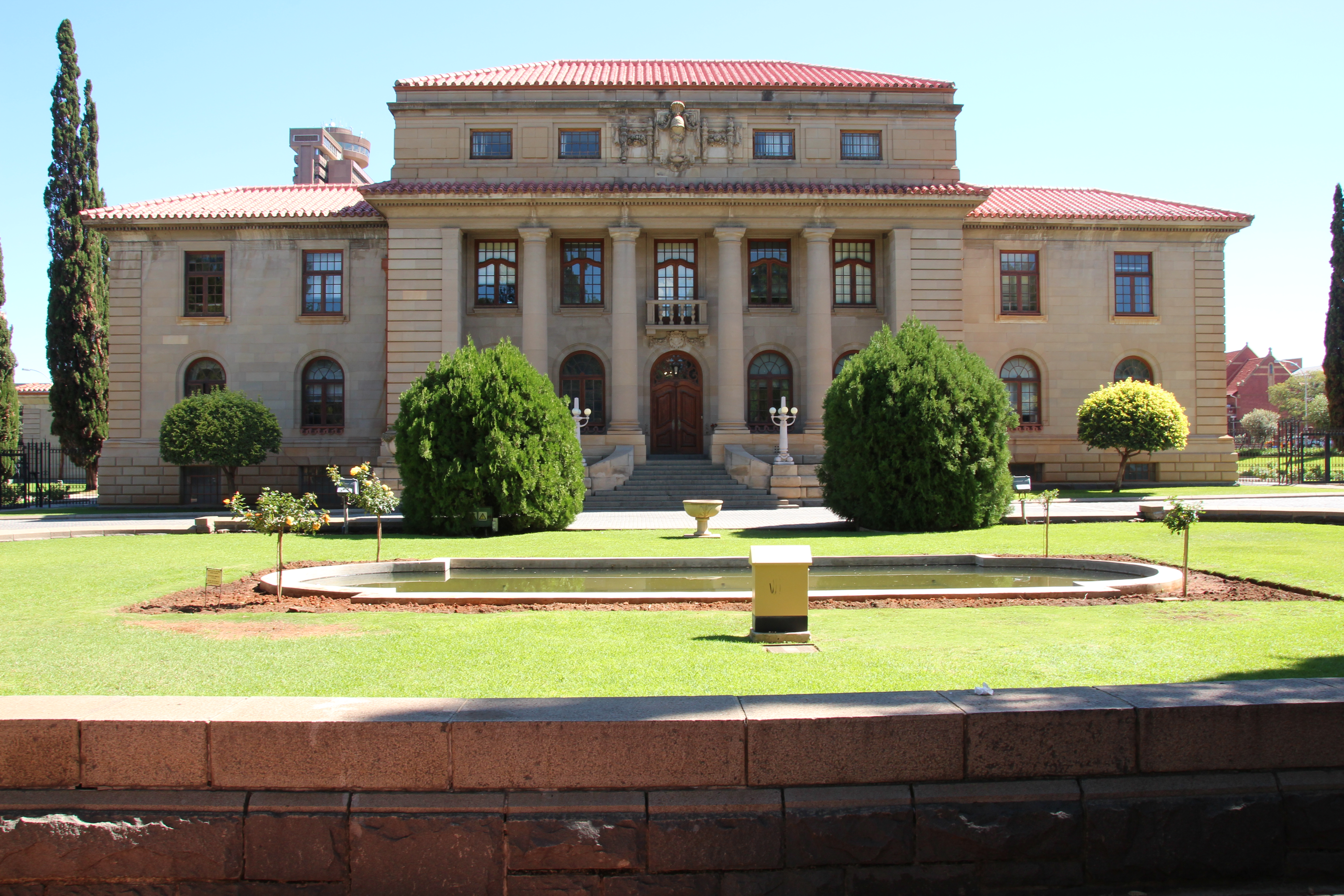
Sitz des Supreme Court of Appeal in Bloemfontein

Das Oberste Berufungsgericht (englisch Supreme Court of Appeal, SCA; afrikaans Hoogste Hof van Appèl, HHA; zulu iNkantolo enkulu yokwedluliswa kwamacala; xhosa iNkundla Ephakamileyo yeZibheno; pedi Kgorokgolo ya Tsheko ya Boipiletšo) ist seit 1997 das höchste ordentliche Gericht in der Republik Südafrika. Es hat verfassungsmäßige Zuständigkeiten, ersetzt aber nicht das Verfassungsgericht der Republik Südafrika, dessen Rechtsprechung auch für den SCA bindend ist.
Das Gericht, das seinen Sitz in Bloemfontein hat, verfügt über 22 Richter, von denen sich, je nach Lage eines Falls, drei bzw. fünf Richter zu den Sitzungen zusammenfinden. Präsidentin ist seit 2017 Mandisa Maya.

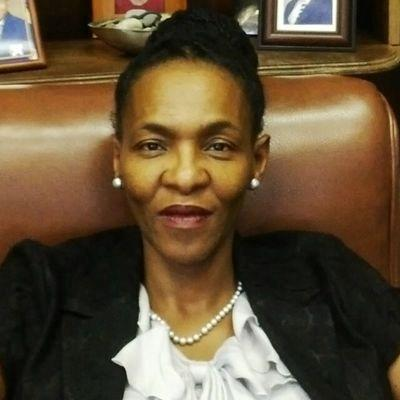
Präsidentin Mandisa Maya

## Geschichte
Das Supreme Court of Appeal fand seine Anfänge mit der Gründung der Appellate Division of the Supreme Court of South Africa (afrikaans Appèlafdeling van die Hooggeregshof van Suid-Afrika) im Jahre 1910, als aus den vier britischen Kolonien Cape, Natal, Orange Free State und Transvaal die Südafrikanische Union gebildet wurde. Mit der Verabschiedung einer neuen Verfassung im Mai 1996 wurde die Appellate Division in Supreme Court of Appeal umbenannt.
Chief Justices of South Africa:
1. 1910–1914 John de Villiers
2. 1914–1927 James Rose Innes
3. 1927–1929 William Henry Solomon
4. 1929–1932 Jacob de Villiers
5. 1932–1936 John Wessels
6. 1936–1938 John Stephen Curlewis
7. 1938–1939 James Stratford
8. 1939–1943 Nicolaas Jacobus de Wet
9. 1943–1950 Ernest Frederick Watermeyer
10. 1950–1957 Albert van der Sandt Centlivres
11. 1957–1959 Henry Allan Fagan
12. 1959–1971 Lucas Cornelius Steyn
13. 1971–1974 Newton Ogilvie Thompson
14. 1974–1982 Frans Lourens Herman Rumpff
15. 1982–1989 Pieter Jacobus Rabie
16. 1989–1996 Michael Corbett
17. 1997–2000 Ismail Mahomed
18. 200000000 Hendrik van Heerden (geschäftsführend)
19. 200100000 Joos Hefer (geschäftsführend)

(Chief Justice ist seit 2001 der Präsident des Verfassungsgerichts)
Presidents of the Supreme Court of Appeal:
1. 200200000 Joos Hefer (geschäftsführend)
2. 2003–2008 Craig Howie
3. 2008–2016 Lex Mpati
4. 2016–0000 Mandisa Maya